# Hans Winterberg
Pour les articles homonymes, voir Winterberg (homonymie).
Hans Winterberg, né le 23 mars 1901 à Prague et mort le 10 mars 1991 à Stepperg, est un compositeur tchèque naturalisé allemand.

## Biographie
Winterberg débute ses leçons de musique à l'âge de neuf ans avec la pianiste concertiste Therèse Wallerstein. Il étudie ensuite à l'Académie Musicale de Prague (composition avec Fidelio F. Finke, direction d'orchestre avec Alexander Zemlinsky) et au Conservatoire de Prague, où il est le disciple d'Alois Hába (comme la plupart des grands noms de la nouvelle génération à Prague, Viktor Ullmann, Gideon Klein, Haas, etc.). Il fut ensuite répétiteur et accompagnateur vocal à Brno et dans d'autres maisons d'opéra.
Il épousa le 3 mai 1930 Maria Maschat (de religion catholique), dont il eut une fille, Ruth. Il fut obligé pour préserver la vie de sa famille de divorcer le 2 décembre 1944 en liaison avec les lois du 3e Reich. Il fut aussitôt arrêté en tant que juif et, le 26 janvier 1945, interné au ghetto de Theresienstadt (dont les principaux musiciens - un bon nombre ayant été de ses amis - avaient déjà été redéportés et assassinés à Auschwitz avant cette date, en octobre 1944). Après la chute d'Hitler, il fut libéré le 8 mai et retourna d'abord à Prague, où il reprit ses activités de compositeur. Il fit ensuite une demande de passeport, car dans une correspondance trouvée au Ministère de l'Éducation et adressée au Ministère des Affaires étrangères on lit: "Le Ministre confirme que le compositeur Hans Winterberg souhaite voyager à l'étranger pour pouvoir retrouver les divers manuscrits qu'il dut envoyer à l'étranger au moment de son internement à Theresienstadt; il est conseillé d'autoriser le demandeur à voyager librement dans n'importe quel pays d'Europe avec un passeport valide."   
D'abord accueilli à Riederau am Ammersee en Bavière, il s'installa ensuite à Munich, où il travailla comme éditeur à la Radio bavaroise et comme pédagogue au Conservatoire Richard Strauss. Plus tard il déménagea à Bad Tölz, où il put se consacrer exclusivement à la composition.
Malgré les heures funestes qu'il eut à vivre, Winterberg ne perdit jamais sa confiance en une universalité vue comme « un pont entre l'Allemagne de l'ouest et de l'est », Il se voyait lui-même comme "un artiste appartenant au groupe des 'unilatéralement désavantagés'". Il était membre de la Guilde des artistes d'Esslingen. Winterberg était aussi un peintre. L'art et la musique furent les deux éléments qui le définissaient dès son enfance. Il passa ses dernières années à Stepperg en Haute-Bavière et fut inhumé à Tölz dans la même région.

## Œuvres
Les œuvres de Winterberg sont principalement instrumentales. Il écrivit des pièces pour orchestre, des ballets, beaucoup de musique de chambre, et de partitions pour piano solo. S'y ajoutent tout de même de la musique pour des pièces radiophoniques, un peu de musique vocale et un oratorio sur La légende de St Julien l'hospitalier de Gustave Flaubert. Au cours de sa vie créative, il fut exposé bien sûr à diverses influences ; après Wagner et Debussy au début, puis celle de la seconde école de Vienne - surtout Schoenberg, il fut sensible aux œuvres de Alexander Zemlinsky, Alois Hába, Béla Bartók, Igor Stravinsky et sans doute aussi Paul Hindemith. Son style semble parfois un pont entre la manière de ce dernier et celle de Bohuslav Martinů. Il assimila ces styles divers et les prolongea et mélangea à sa manière tout en évitant les techniques d'écriture dodécaphonique autant que la micro-tonalité. On remarque d'emblée une grande vitalité rythmique, un goût pour les éléments polyrythmiques, tout autant d'ailleurs que pour la polytonalité du point de vue harmonique. Par ailleurs les mouvements lents de ses suites sont souvent des moments de forte intensité émotionnelle (Suite 1927 ou 1945 pour piano par exemple), pouvant parfois évoquer celle d'un Alban Berg.
Winterberg considérait sa première Symphonie Sinfonia Dramatica comme une prémonition de la catastrophe de la Seconde Guerre mondiale (lors d'une retransmission radio avec l'Orchestre philharmonique de Bavière sous la direction de Karl List). Vers la fin de 1954, la pianiste Magda Rusy donna avec grand succès un certain nombre de ses partitions en récitals dans divers pays comme l'Autriche et la Yougoslavie. D'importantes premières offrirent quelques œuvres avec orchestre comme le Premier Concerto pour piano avec la pianiste Agi Brand-Setterl le 13 novembre 1950, la Sinfonia dramatica les 17 et 18 janvier 1949 à Mannheim, la Suite pour orchestre à cordes le 12 février 1952 et l'Épilogue Symphonique le 13 juin 1956 avec la Philharmonie de Munich sous la direction de Fritz Rieger.

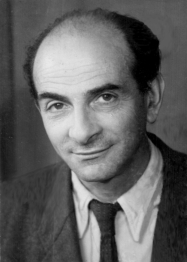
Hans Winterberg en 1950.

Les archives musicales Winterberg sont abritées par les archives des Allemands des Sudètes à Ratisbonne ; une clause d'origine du contrat stipulait une interdiction d'accès général jusqu'au 1er janvier 2031. Ce contrat fut annulé le 17 juillet 2015.
En novembre 2018, le premier disque – avec musique de chambre de Hans Winterberg – sort sous le label Toccata Classics à Londres.

### Musique pour orchestre
- Symphonische Tänze für Orchester: Stimmen der Nacht. Walzer (1935)
- Symphonische Suite für Orchester (1938)
- I. Symphonie (Sinfonia dramatica) (1936)
- II. Symphonie für Orchester (1946/49)
- I. Konzert für Klavier und Orchester (1948)
- II. Konzert für Klavier und Orchester (1950)
- III. Konzert für Klavier und Orchester (1968)
- IV. Konzert für Klavier und Orchester (1972)
- Suite für Streichorchester (1950)
- Symphonischer Epilog für großes Orchester (1952)
- Symphonische Reiseballade für großes Orchester(1958)
- Rhythmophonie 1966/67 für Orchester (1967)
- Symphonisches Rondo für Orchester (1970)
- Stationen 1974/75 (1975)
- Suite für Orchester (unvollendet) (1976)
- Arena - 20. Jahrhundert für Orchester (1979/80)

### Ballets
- Bärenabenteuer - Ballettsuite 1962
- Ballade um Pandora - Ballettmusik für Orchester
- Moor-Mythos - Ballettmusik für Orchester

### Musique de chambre
- Streichquartett 1936
- Streichquartett 1942
- Streichquartett 1957 / Seconde Version 1970
- Streichquartett 1961
- Quintett für 2 Violinen, Viola, Violoncello, Klarinette B 1981
- Trio 1950 für Klarinette in B (Violine), Violoncello, Klavier
- Trio 1960 für Violine, Bratsche und Violoncello
- Suite für Violine und Klavier 1942
- Suite für Klarinette in B und Klavier 1944
- I. Suite für Trompete und Klavier 1945
- II. Suite für Trompete und Klavier 1952
- Suite für Flöte, Oboe, Klarinette, Fagott und Cembalo 1959
- Sudeten-Suite 1964 für Violine, Violoncello und Klavier
- Suite für Bläser 1972
- Rhapsodie für Posaune und Klavier 1951
- Suite für Viola und Klavier 1948
- Sonate für Violine und Klavier 1936
- Sonate für Violoncello und Klavier 1951
- Quintett für Flöte, Oboe, Klarinette, Fagott und Horn 1957
- Quintett für Trompete, Horn, Posaune, Pauke und Klavier 1951

### Musique pour piano
- Klaviersonate I 1936
- Klaviersonate II 1941
- Klaviersonate III 1947
- Klaviersonate IV 1948
- Klaviersonate V 1950
- Suite für Klavier 1928
- Suite für Klavier "Theresienstadt 1945"
- Suite für Klavier 1950
- Suite für Klavier 1955
- Suite für Klavier 1956
- Suite für Klavier 1958
- Erinnerungen an Böhmen - Suite für Klavier
- Impressionistische Klaviersuite
- 7 neoimpressionistische Stücke im Zwölfton für Klavier
- Vier Intermezzi für Klavier 1929
- Toccata für Klavier 1926
- 12 Kinderstücke für Klavier zu zwei und vier Händen 1932
- Bärenabenteuer - Burleske für Klavier 1962
- Drei Klavierstücke 1984/85

### Musique vocale
- Julian der Gastfreie nach Gustave Flaubert
- Dort und hier - 4 Lieder nach Franz Werfel für Sopran und Klavier
- Sieben Lieder nach Gedichten von Franz Werfel für Sopran und Klavier
- Zwei Lieder nach eigenen Texten für Sopran und Klavier
- Vier Lieder nach Gedichten von Luise.M.Pfeifer-Winterberg für Sopran und Klavier
- Vier Lieder nach Gedichten von Roderich Menzel für Bariton und Klavier
- Kleines Mädchen träumt - 7 Frauenchöre a cappella nach Emanuel Lesehrad (ins Deutscheübertragen von Hans Winterberg)
- Reminiszenzen - Lieder für Gesang und Orchester nach eigenen Texten 1932
- Mondlied eines Mädchens - nach Franz Werfel für Gesang u. Orchester 1933

### Musique radiophonique
- Zu "Violetts Träume" von Heinz Kohlhaas
- "Robinson soll nicht sterben" von F. Forster

### Musique légère sous le pseudonyme Jan Iweer
- Nymphenburger Fontänen für Orchester
- Russische Rhapsodie für Orchester
- Arietta 1963 für Klavier und Gesang
- Trepak für Klavier
- Erinnerung an Prag für Bariton und Orchester Texte: L.M.Pfeifer-Winterberg

### Matériel pédagogique
- Musiktheorie

### Retransmissions par la radio bavaroise: 1950–1981
- Arena 20. Jahrhundert für Sinfonieorchester / Symphonieorchester Graunke (1981), Leitung: Kurt Graunke
- Ballade um Pandora. Eine choreographische Vision / Münchner Philharmoniker (1959), Dirigent: RudolfAlberth
- Konzert für Klavier und Orchester / Agi Brand-Setterl (Klavier), Münchner Philharmoniker (1950), Dirigent: Fritz Rieger
- Konzert für Klavier und Orchester Nr. 2 / Liesel Heidersdorf (Klavier), Münchner Philharmoniker (1952), Dirigent: Fritz Rieger
- Konzert für Klavier und Orchester Nr. 3 / Gitti Pirner (Klavier), Münchner Philharmoniker (1970), Dirigent: Jan Koetsier
- Sinfonie Nr. 1 (Populartitel: Sinfonia drammatica) / Münchner Philharmoniker (1955), Dirigent: Karl List
- Sinfonie Nr. 2 für großes Orchester / Münchner Philharmoniker (1952), Dirigent: Jan Koetsier
- Stationen 1974/1975 / Bamberger Symphoniker (1975), Dirigent: Rainer Miedel
- Streichquartett / Koeckert-Quartett (1951), Rudolf Koeckert (Violine), Willi Buchner (Violine), Oskar Riedl (Viola), Josef Merz (Violoncello)
- Streichquartett 1957 (Neufassung 1970) / Sonnleitner-Quartett (1971), Fritz Sonnleitner (Violine), Ludwig Baier (Violine), Siegfried Meinecke (Viola), Fritz Kiskalt (Viloncello)
- Sudetensuite für Violine, Violoncello und Klavier (1966) / Gerhard Seitz (Violine), Walter Nothas (Violoncello), Günter Louegk (Klavier)
- Symphonische Reiseballade / Bamberger Symphoniker (1963), Dirigent: Joseph Strobl
- Symphonischer Epilog / Münchner Philharmoniker (1956), Dirigent: Fritz Rieger
- Trio für Violine, Viola und Violoncello (1962) / Angelika Rümann (Violine), Franz Schessl (Viola), Wilhelm Schneller (Violoncello)
- 4 Lieder für Sopran und Klavier (1973) Textdichterin: Luise Pfeifer-Winterberg, Ich ging heute abend, Leise murmelt der Regen, Jede Stunde ohne dich, Wie tobte der Sturm / Edith Urbanczyk (Sopran), Hortense Wieser (Klavier)
- Leise murmelt der Regen für Sopran und Klavier (1981) Textdichterin: Luise Pfeifer-Winterberg / Irmgard Lampart (Sopran), Ernst Mauss (Klavier)
- Hörspiel: Robinson soll nicht sterben (1961)
- Hörspiel: Frau Violetts Träume (1960)

## Prix
- 1963 : Sudetendeutscher Kulturpreis
- 1964 : Anerkennungspreis zum Johann-Wenzel-Stamitz-Preis

## Sources
- Die Sudeten-Deutschen, Fritz Peter Habel, Volume 1 - p. 271, Advanced Edition 2002
- Music archive Künstlergilde e.V. Bonn, 29f., Heinrich Simbriger, Letter to Sir Cecil Parott 5 January 1975
- Catalogue of works of contemporary composers from the German eastern territories, Heinrich Simbriger 1955 Suppléments
- Klaus Peter Koch. Winterberg, Hans. Sudetendeutsches Musikinstitut (Editor). Lexikon zur Deutschen Musikkultur. Böhmen - Mähren - Sudetenschlesien. Munich 2000. Column 2981–2983.
- Sudetendeutsche Zeitung 14 June 1991
- Sudetendeutscher Kulturalmanach, Editor Josef Heinrich, Delp´sche Verlagsbuchhandlung Munich, Heinrich Simbriger: Composer Hans Winterberg - Recognition Award for music (Composition) 1963
- Historical archive of the Bayerischer Rundfunk (Bavarian Broadcasting Corporation, Munich, Germany)
- 100 Years Munich Philharmonic Orchestra - Gabriele E. Meyer 1994

## Littérature complémentaire
- Musica reanimata-Mitteilungen Nr.81 Oktober 2013 - Peter Kreitmeir: Mein Großvater, der Komponist Hans Winterberg [mon grand-père le compositeur Hans Winterberg]
- Biographia Judaica Bohemiae - Rudolf M. Wlaschek 1995
- Juden in Böhmen - Rudolf M. Wlaschek 1990
- Juden im Sudetenland - Ackermann-Gemeinde 2000, S. 236 Rabbiner Löwy Winterberg